# Елфимов, Арсений Владимирович

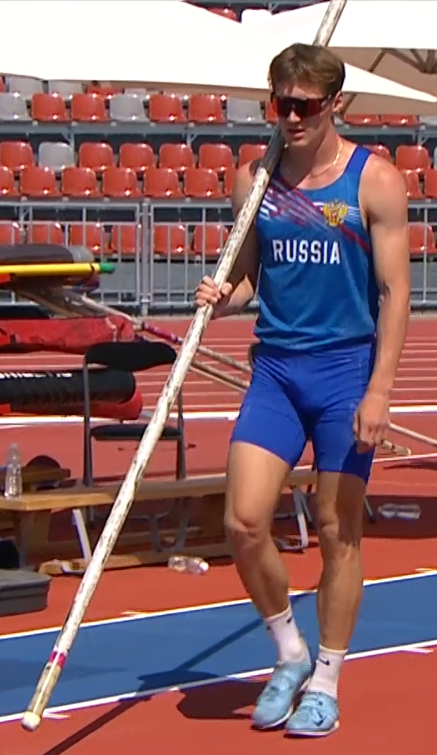
На играх БРИКС 16.06.2024

Арсений Владимирович Елфимов (род. 17 сентября 2001, Рыбинск) — российский легкоатлет, многоборец, член сборной России по легкой атлетике. Чемпион России 2023 года в десятиборье.
Мастер спорта России (2019).
Мастер спорта международного класса (2024).

## Биография
Родился 17 сентября 2001 в г. Рыбинске Ярославской области. Внук заслуженного тренера России А. Р. Елфимова. С раннего детства занимался в спортивной школе олимпийского резерва № 2 г. Рыбинска, участвовал в соревнованиях по многоборью.
Стал победителем в десятиборье на первенстве России по л/а (U23) в Екатеринбурге с результатом 7632 балла (бег 100 м — 11.00, прыжки в длину — 7.45, ядро — 13.73, прыжки в высоту — 2.03, бег 400 м — 50.08, бег 110 м с/б — 14.98, метание диска — 43.30, прыжки с шестом — 4.50, метание копья — 51.53, бег 1500 м — 4:54.78).
Стал победителем в многоборье на Чемпионате России по легкой атлетике-2023 (Челябинск, 02-05 августа 2023 г.), набрав 7985 баллов и опередив таких именитых соперников, как мастер спорта международного класса Евгений Саранцев (2 место, 7841 балл) и заслуженный мастер спорта Илья Шкуренёв (3 место, 7801 балл).
Победитель командного Чемпионата России по многоборью в Сочи с результатом 8267 баллов (100 м — 10.81, прыжок в длину — 7.46, толкание ядра — 15.46, прыжок в высоту — 1.96, 400 м — 49.65, 110 м с/б — 14.65, метание диска — 48.95, прыжок с шестом — 5.00, метание копья — 58.76, 1500 м — 4:44.40).
На играх БРИКС в Казани 14-16 июня 2024 г. стал четвертым с результатом 7987 баллов (100 м — 11.17, прыжок в длину — 6.88, толкание ядра — 16.04, прыжок в высоту — 1.98, 400 м — 50.74, 110 м с/б — 15.31, метание диска — 49.21, прыжок с шестом — 5.10, метание копья — 56.96, 1500 м — 4:43.22).
На чемпионате России 2024 года (15–18 августа 2024 г., Екатеринбург) стал бронзовым призёром с результатом 7658 баллов.